# Фаленопсис Лоу
Фаленопсис Лоу (лат. Phalaenopsis lowii) — эпифитное трявянистое растение семейства Орхидные.
Вид не имеет устоявшегося русского названия, в русскоязычных источниках обычно используется научное название Phalaenopsis lowii.

## Синонимы
- Phalaenopsis proboscidioides Parish ex Rchb.f. 1868
- Polychilos lowii Shim 1982

## История описания
Открыт преподобным отцом Паришем (C.S.Parish) во время его путешествия по Мьянме. В культуре с 1861 года. Назван в честь сборщика растений Хьюго Лоу.
Почти сразу после открытия был хорошо распространён в культуре, но к концу девятнадцатого века начал исчезать из коллекций. С 1904 года следы этого вида были полностью потеряны. Вновь обнаружен недавно на Западе Таиланда, на высоте от 700 до 800 метров над уровнем моря, как эпифит на стволах и как литофит на известковых обрывах. С декабря по январь, во время сухого сезона растения на скалах полностью теряют свою листву. Растения, которые развиваются на деревьях, лучше укрыты от солнца и часть листьев сохраняют.

## Биологическое описание
Не крупное моноподиальное растение с сильно укороченным стеблем. Корни мясистые, ветвящиеся, гладкие. 
 Листьев от 1 до 5. Листья длиной 5—15 см и шириной 3 см.
Цветки 3,5—5 см в диаметре, на одном цветоносе их может быть до 100 штук. Колонка вытянута в виде клюва.
Цветонос до 40 см.
В природных условиях может быть листопадным.

## Ареал, экологические особенности
Мьянма, Таиланд
Эпифиты, реже литофиты на отвесных скалах.
Средние температуры 

в Мьянме, регион Moulmein (день\ночь).
• январь — 32\19° 

• февраль — 33\20° 

• март — 35\23° 

• апрель — 35\25° 

• май — 34\25° 

• июнь — 32\25° 

• июль — 30\25° 

• август — 30\25° 

• сентябрь — 31\25° 

• октябрь — 33\25° 

• ноябрь — 34\24° 

• декабрь — 32\23°
Осадки (мм) 

• январь — 10 

• февраль — 5 

• март — 10 

• апрель — 60 

• май — 550 

• июнь — 950 

• июль — 1200 

• август — 1150 

• сентябрь — 700 

• октябрь — 200 

• ноябрь — 20 

• декабрь — 5

## В культуре
Температурная группа — тёплая.

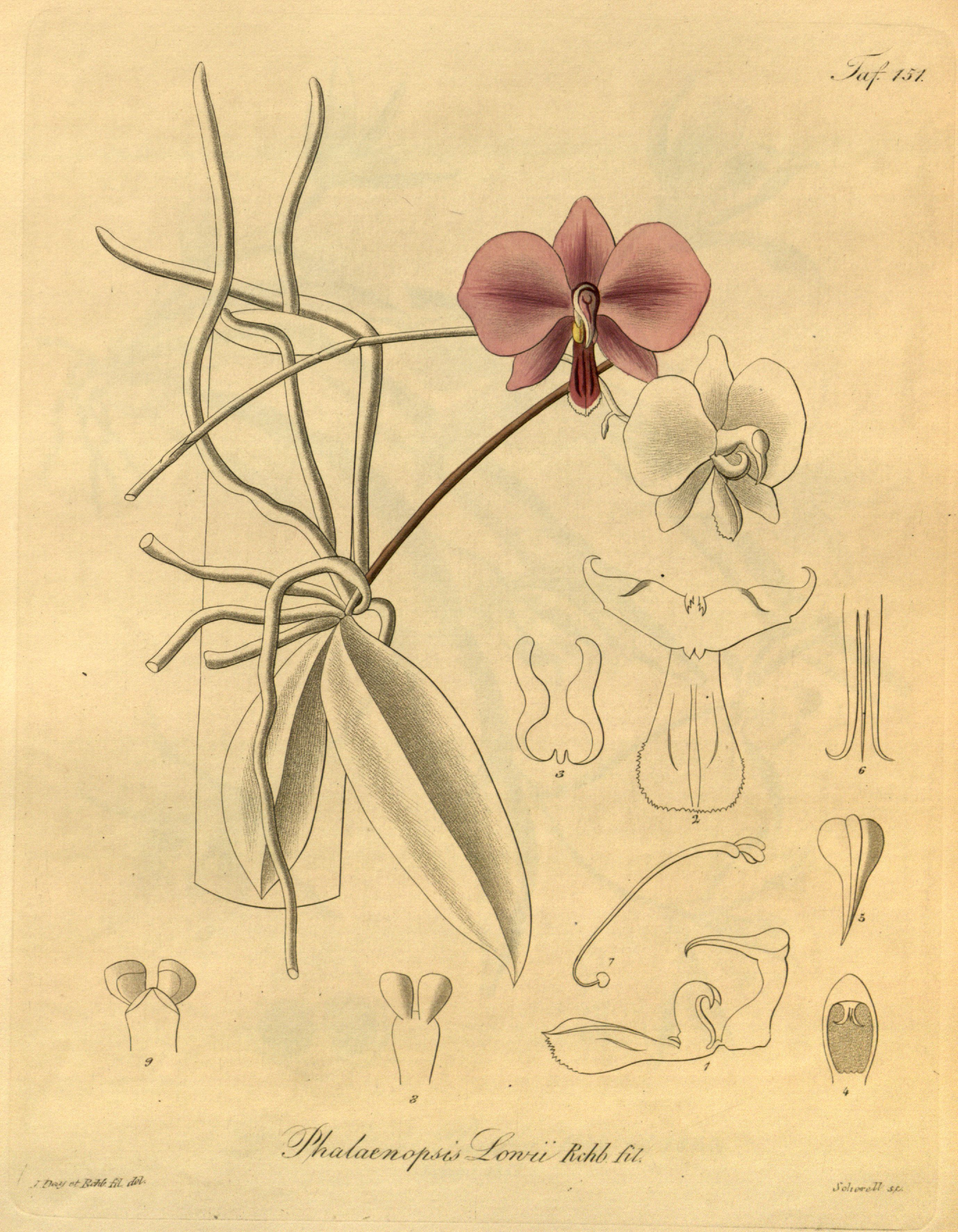
Из книги Dr. Heinrich Gustav Reichenbach Fil. «Xenia Orchidacea» 1874 г.

Требования к свету: 1000—1500 FC, 10760—16140 lx.
Нуждается в постоянно высокой относительной влажности воздуха и существенном перепаде дневных и ночных температур (в 10-13 °C). При избытке света листья краснеют. Перепада желательно достигать за счёт очень высокой дневной температуры. Субстрат должен быть всегда слегка влажным. Переизбыток воды вызывает бактериальные и грибковые заболевания.
Сезон цветения: июль — октябрь. Желателен зимний двухмесячный период покоя, когда растения поливают намного реже. Цветки держатся меньше месяца, слабо ароматны.
Общая информация о агротехнике в статье Фаленопсис.